# Groombridge 34
Groombridge 34 är en dubbelstjärna i mellersta delen av stjärnbilden Andromeda, listad som post nummer 34 i A Catalogue of Circumpolar Stars, publicerad postumt 1838 av den brittiska astronomen Stephen Groombridge. Baserat på parallax av 280,7 mas beräknas den befinna sig på ett avstånd av ca 11,6 ljusår (ca 3,6 parsek) från solen. Detta placerar paret bland de närmaste stjärnorna till solsystemet.
Båda stjärnorna är små, svaga röda dvärgstjärnor som är för svaga för att ses med blotta ögat. De kretsar runt sitt gemensamma barycenter i en nästan cirkulär bana med en separation på ca 147 AE och en omloppsperiod av ca 2 600 år.
Båda stjärnorna uppvisar slumpmässig variation i ljusstyrka på grund av flares och de har fått stjärnbeteckningar som variabler, den ljusare Groombridge 34 A betecknas GX And, medan den mindre komponenten betecknas GQ And.
Konstellationen har en relativt hög egenrörelse på 2,9 bågsekunder per år, och rör sig bort från solsystemet med en hastighet av 11,6 km/s. Den uppnådde perihelium för ca 15 000 år sedan när den låg inom 11 ljusår från solen.

## Egenskaper
Den mest massiva och lysande komponenten i paret har variabelbeteckning GX Andromedae. Den är en röd dvärgstjärna i huvudserien av spektraltyp M1.4 som varierar sin ljusstyrka på grund av flares. Gaiaobservationer tyder på en rotationsperiod på 44 dygn och en magnetisk aktivitetscykel på ungefär 9 år.
Den mindre följeslagaren har variabelbeteckning GQ Andromedae. Det är en röd dvärgstjärna i huvudserien som genomgår flarehändelser liknande de hos primärstjärnan. Den har spektraltyp M4.1, som anger att den har en lägre effektiv temperatur.  

## Planetsystem
I augusti 2014 rapporterades en exoplanet som kretsar kring Groombridge 34 A. Planetens existens härleddes från analys av moderstjärnans radiella hastighet av Eta-Earth Survey med hjälp av HIRES vid Keck-observatoriet. Vid tidpunkten för upptäckten var det den sjätte närmaste kända exoplaneten.
Med hjälp av CARMENES spektrograf i kombination med mätningarna av HARPS- och HIRES-spektrograferna misslyckades forskarna med att upptäcka den påstådda Groombridge 34 Ab. De föreslog dock att en annan planet (Groombridge 34 Ac, GJ 15 Ac) skulle kunna kretsa kring moderstjärnan.
Denna avvikelse överensstämde senare med nya HIRES-observationer, som täckte en längre tidsperiod, där båda planeterna observerades, vilket begränsade deras minsta massa till 3,03 jordmassor för Groombridge 34 Ab och 36 jordmassor för Groombridge Ac. Deras omloppsperiod är 11,4 respektive ca 7 600 dygn. Hittills är detta det femte närmaste multiplanetsystemet till vår sol, värd för den exoplanet  med Neptunusmassa och längsta omloppsperiod som hittills upptäckts.
| Planet | Massa            | Halv storaxel (AE) | Siderisk omloppstid (d) | Excentricitet | Inklination | Radie |
| ------ | ---------------- | ------------------ | ----------------------- | ------------- | ----------- | ----- |
| Ab     | ≥ 3,03 ± 0,44 M🜨 | 0,072 ± 0,003      | 11,4407 ± 0,0016        | 0,094 ± 0,065 | -           | -     |
| Ac     | ≥ 36 ± 18 M🜨     | 5,4 ± 0,9          | ca 7 600                | 0,27 ± 0,19   | -           | -     |